# Sơn Ngọc Thành
Sơn Ngọc Thành (khmerül: សឺង ង៉ុកថាញ់ Son Ngokthanh) (Tra Vinh, 1908. december 7. – 1977. augusztus 8.) kambodzsai nacionalista és köztársaságpárti politikus volt. Rövid ideig vezette a kambodzsai kormányt.

## Pályafutása
Sơn Ngọc Thành Vietnámban, az ország déli részén élő khmer népcsoportban született, apja khmer, anyja vietnámi-kínai származású volt. Párizsban járt egyetemre, majd 1933-ban Phnompenbe költözött, ahol a buddhista intézetben helyezkedett el könyvtárosként. Az intézményt 1930-ban a francia gyarmatosítók alapították, és sok, Sơn Ngọc Thànhoz hasonló nacionalista került ki falai közül. 1936-ban két kollégájával megalapította az első khmer nyelvű újságot, a Nagara Vatta (Angkor Vat), amellyel vitára buzdítottak a gyarmatosításról és a nacionalizmusról.
1942-ben, a japánok indokínai térhódításában Sơn Ngọc Thành esélyt látott a franciákra nehezedő nyomás fokozására. Kollégáival franciaellenes tüntetést szervezett július 20-án, amelyen több mint ötszáz szerzetes és legalább ennyi civil vett részt. A demonstráció vezetőit a hatóságok őrizetbe vették, Sơn Ngọc Thànhnak sikerült elrejtőznie, majd Japánban élt két évig.
1945. március 9-én a japánok átvették a hatalmat Indokínában. Két nappal később Kambodzsában Norodom Szihanuk király japán nyomásra bejelentette országa függetlenségét. Sơn Ngọc Thành májusban visszatért Kambodzsába, és külügyminiszter, majd kevéssel a japán megadás előtt miniszterelnök lett. A következő hónapokban a királyság függetlenségéért harcolt. Szeptemberben a franciák visszavették a hatalmat, majd októberben árulás vádjával letartóztatták Sơn Ngọc Thànt. 1946-ban Saigonban tárgyalták perét, amelynek végén Franciaországba száműzték. Poitiers kisvárosban, házi őrizetben élt.
Ebben az időben Kambodzsa új státuszt kapott a gyarmatosítóktól, a francia unió autonóm állama lett. Ennek köszönhetően saját alkotmánya és számos politikai pártja volt, de a valódi hatalom a franciák kezében maradt.
1951-ben, Norodom Szihanuk közbenjárására visszatérhetett Kambodzsába. Október 30-án érkezett meg Phnompenbe, ahol százezeres tömeg várta. Nem vett részt azonnal a politikai életben, a felajánlott miniszteri posztot visszautasította. Függetlenségpárti nézeteit ismét a sajtóban, elsősorban az általa kiadott Khmer Krauk (Kambodzsaiak Ébredése) című lapban terjesztette. 1952 februárjában az újságot a franciák betiltották.
Március 9-én elhagyta a fővárost, és csatlakozott az ellenállókhoz Sziemreap erdőségeiben. A következő húsz évben Dél-Vietnám és Kambodzsa között ingázott, valamint vezette a köztársaságpárti gerillákat. 1959-ben állítólag a Bangkok-összeesküvés egyik kezdeményezője volt. 1970. július 20-án visszatért Phnompenbe, miután Szihanuk királyt megfosztották trónjától. Lon Nol miniszterelnök tanácsadónak nevezte ki, majd később, 1972. március 18-án a kormány feje lett. 1972 októberében menesztették, ezzel politikai karrierje véget ért. Visszatért Vietnámba, ahol 1977. augusztus 8-án meghalt.